# ワイルドキャッツ (パチスロ)
ワイルドキャッツは、1991年にアークテクニコが開発・販売したパチスロ3-1号機。

## 概要
ゲーム内容はスタンダードなAタイプで、払い出し約360枚のビッグボーナス、約80枚のレギュラーボーナス、小役から構成されている。ボーナスゲーム中は「猫ふんじゃった」の音楽が使われている。
当時は裏モノ全盛期であり、ワイルドキャッツのほぼ全てが、「貯金方式」（4号機のストック機と同様のシステム）といわれる裏モノで、ビッグボーナスのフラグが成立しても成立ゲームで揃えない限りそれを貯留してしまい（貯留後は7が揃わない）、「放出フラグ」（この機種の解除は、BIGフラグ成立の次ゲーム以降で乱数による抽選）が成立したら一気に放出するというもの。放出モードになると、ビッグボーナス後数ゲームで連チャンして、貯留した分を出し切るまでそれが続く。
裏モノには「チェリー抜き」という攻略法があった。1枚掛けでレバーを叩き、ストップボタン点灯後にコインを2枚入れてチェリーを狙うと、ほぼ毎回チェリーが揃うというもの。
この「裏モノ」プログラムはRAMに注射される形で、メーカーも関与していると判断されたため、後にワイルドキャッツは検定取り消し処分となる。メーカーのアークテクニコには3年の販売禁止処分が下され、以後パチスロ機を発表することはなかった。
当時の連チャン性、ビッグボーナス時のファンファーレ、パネル猫のデザインなどが印象的なことから、現在でも往年の名機として評価される。長年コンチネンタルのように家庭用ゲーム機のソフトになったり、リノのように後編もの（スーパーリノなど）が出ることはなかったが、2010年にサミーネットワークスのネットゲーム777town.netに導入され、またニューアークより5号機として発売されることとなった。
なお、セブンボンバー（バルテック）という絵柄は違うがリール配列、確率がまったく同じ機種が存在した。

## 絵柄
ビッグボーナス絵柄（7）は、同じアークテクニコの2号機以前（アニマルなど）と同じデザイン。その他レギュラーボーナス絵柄として猫、15枚小役としてベル、プラム、8枚小役としてオレンジ、レモン（ピンク色）、2枚子役としてチェリーがある。

## ボーナス確率
| 設定 | BIG   | REG   |
| ---- | ----- | ----- |
| 1    | 1/336 | 1/400 |
| 2    | 1/303 | 1/350 |
| 3    | 1/280 | 1/320 |
| 4    | 1/250 | 1/320 |
| 5    | 1/228 | 1/320 |
| 6    | 1/228 | 1/228 |